# Antonio Garzoni Provenzani
Antonio Maria Guglielmo Garzoni Provenzani (ur. 2 grudnia 1906 w Rzymie, zm. 15 lutego 1989 tamże) – włoski wioślarz, brązowy medalista olimpijski.
Wystąpił na igrzyskach olimpijskich w Los Angeles w 1932, gdzie Włosi w składzie: Antonio Ghiardello, Francesco Cossu, Giliante D’Este i Antonio Garzoni Provenzani zdobyli brązowy medal w czwórkach bez sternika. W finale o 5,8 sekundy przegrali z osadą Wielkiej Brytanii i o 1 sekundę z osadą Niemiec. By to jego jedyny start olimpijski.
Ponadto wywalczył złoty medal w czwórkach ze sternikiem na mistrzostwach Europy w Paryżu (1931) oraz brązowy w ósemkach na mistrzostwach Europy w Lucernie (1934).